# (589) Croatie
(589) Croatie ((589) Croatia) est un astéroïde de la ceinture principale découvert par August Kopff le 3 mars 1906. Il a été ainsi baptisé en référence à la Croatie.